# المدفع السوفيتي SU-85
المدفع السوفيتي SU-85 هو عبارة عن مدفع سوفيتي ذاتي الدفع تم استخدامه خلال الحرب العالمية الثانية، وبناءً على هيكل الدبابة المتوسطة T-34, و في وقت سابق، كان من المفترض أن تستخدم المدافع ذاتية الدفع السوفيتية إما كمدافع هجومية، مثل SU-122، أو كمدمرات للدبابات؛ تندرج SU-85 في الفئة الأخيرة، والتسمية "85" تعني تجويف تسليح المركبة، 85 مم مدفع D-5S .

## تاريخ التنمية
في وقت مبكر من الحرب العالمية الثانية، كان لدى الدبابات السوفيتية مثلT-34 وKV-1 قوة نيران كافية لهزيمة أي من الدبابات الألمانية المتاحة في ذلك الوقت، وبحلول خريف عام 1942، بدأت القوات السوفيتية في مواجهة دبابة النمر الألمانية الجديدة، ذات الدروع السميكة جداً بحيث لا يمكن اختراقها بواسطة مدافع 76.2, ملم المستخدمة في دبابات T-34 و KV في مدى آمن, وكان لدى القيادة السوفيتية أيضًا تقارير عن دبابة النمر التي كانت قيد التطوير في ذلك الوقت وتمتلك درعًا أكثر سمكًا من النمر؛ كلاهما يمثل تقدمًا في تصميم الدبابة الألمانية، وعلى الرغم من أن النمر لم يُشاهد في القتال حتى يوليو 1943، فإن الجيل الجديد من المركبات الألمانية يعني أن الجيش الأحمر سيحتاج إلى مدفع رئيسي جديد وأكثر قوة لتشكيلاتهم المدرعة.
في مايو 1943، بدأ العمل على بندقية جديدة مضادة للدبابات, وقام المخططون العسكريون بتوجيه مكاتب التصميم لكلا الجنرال، فاسيلي جرابين والجنرال، فيودور بيتروف لتعديل 85 ملم مدفع مضاد للطائرات لاستخدامه كسلاح مضاد للدبابات، وطور مكتب بيتروف D-5 85 بندقية ملم، وعلى الرغم من أنه كبير جدًا بالنسبة لبرج T-34 أو KV-1، إلا أنه كان يُعتقد أن البندقية يمكن تركيبها على هيكل مدفع SU-122 ذاتية الدفع لمنح السلاح القدرة على الحركة، وأطلق على إصدار هذا المدفع المراد تركيبه على SU-85 اسم D-5S، مع وضع "S" للدفع الذاتي، وفي البداية رفض مصنع الإنتاج في أورالماش التصميم المقترح، ومع ذلك، تم إقناع المسؤولين في Uralmash بالمضي قدمًا، وتم وضع التصميم الجديد في الإنتاج، وتم تعديل السلاح لاحقًا ليشمل مشهدًا تلسكوبيًا وغطاءًا جديدًا لمسدس الكرة، وتمت إعادة تسمية هذه السيارة باسم SU-85-II.

## وصف
كان SU-85 تعديلًا لمدافع الهاوتزر ذاتية الدفع SU-122 سابقًا، واستبدل بشكل اساسي مدفع هاوتزر 122 ملم M-30S من طراز SU-122 مع سرعة عالية D-5T 85 مم مدفع مضاد للدبابات، وكان D-5T قادرًا على اختراق Tiger I من 1000 متر, وكانت السيارة منخفضة المستوى وحركة ممتازة، وفي البداية، نظرًا لغطاء قائد مدرع على الدفعة الأولى، تم تحسين بصريات المراقبة الخاصة بـ SU-85 من خلال إدخال قبة القائد القياسية - كما هو الحال في طراز T-34/76 1942 - بالإضافة إلى مشاهد المراقبة المنشورية الموجودة بالفعل مثبتة في الجانب الأيسر والخلفي، وفي المركبات اللاحقة، تمت إضافة نفس البصريات، مما يسمح بالمراقبة الشاملة.

## تاريخ الإنتاج

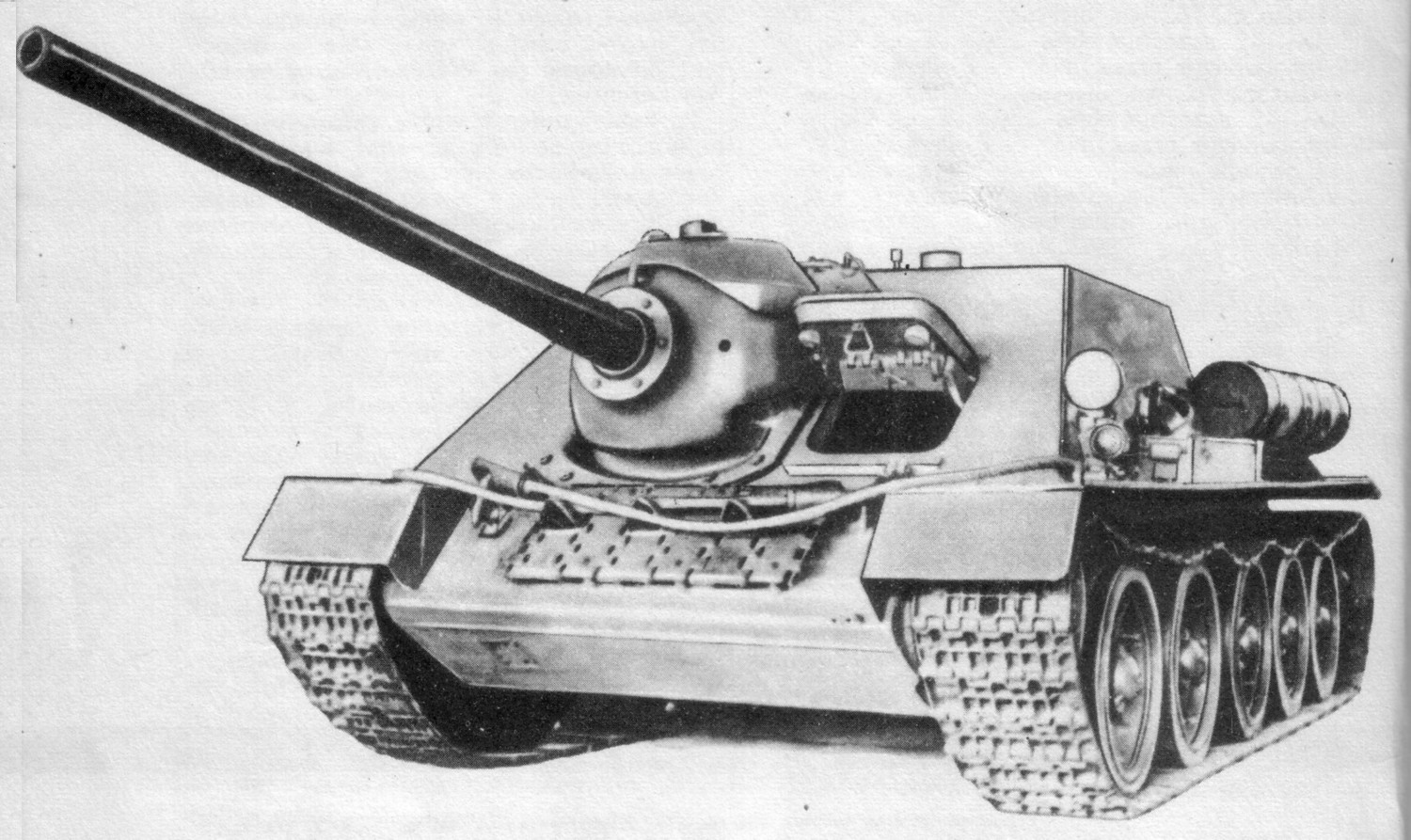
SU-85 (1944)

بدأ إنتاج SU-85 في منتصف عام 1943، ومع وصول المركبات الأولى إلى وحداتها بحلول أغسطس، وعندما دخلت الدبابة المتوسطة T-34-85 المدرعة في الإنتاج الضخم في ربيع عام 1944، لم يكن هناك جدوى من استمرار إنتاج مدمرة دبابة بدون قوة نيران متفوقة, وفي ضوء ذلك، توقف إنتاج SU-85 في أواخر عام1944 بعد إنتاج 2650 مركبة، وتم استبدالها في خطوط الإنتاج بمدمرة دبابة SU-100 ، مسلحة بمدمرة أقوى 100 ملم مدفع D-10S، ولكن بسبب التأخير مع ذخيرة 100 ملم، وظهرت نسخة مؤقتة تسمى SU-85M في سبتمبر1944، والتي كانت SU-100 مزودة بمدفع 85 ملم، مع درع أمامي سميك وقبة القائد.

## سجل الخدمة
دخلت SU-85 القتال في أغسطس 1943, و شهدت خدمة نشطة عبر الجبهة الشرقية حتى نهاية الحرب، وعلى الرغم من أنه سلاح قادر، فقد وجد أنه 85 لم يكن سلاح ملم كافيًا لاختراق دروع المركبات الألمانية القتالية المدرعة الأكبر، وتم استبداله بـ SU-100.
تم سحبSU-85 من الخدمة السوفيتية بعد فترة وجيزة من الحرب، وتم تصديرها إلى العديد من الدول العميلة السوفيتية في أوروبا وأماكن أخرى، وتم تحويل بعض SU-85s لاستخدامها كمركبات قيادة واسترداد, احتفظت دول مثل كوريا الشمالية وفيتنام بها في الخدمة لسنوات.

## المتغيرات

### الاتحاد السوفيتي السابق
- SU-85 الإصدار الأساسي مع أربعة مناظير وبدون قبة قائد.
- SU-85M SU-100-like قبة ودرع أمامي سميك. 315 بني.

### بولندا
- WPT-34 (1960s) - مركبة إصلاح وصيانة بولندية بهيكل علوي يحل محل الكاسمات، ورافعة، وغطس تلسكوبي كبير القطر لعمليات الكتل العميقة بالإضافة إلى مرساة أرضية كبيرة بأسمائها في الخلف. تم تحويله من مدمرات الدبابات SU-85 وكذلك الدبابات المتوسطة T-34 ومدمرات الدبابات SU-100.

## العاملين
- Bulgaria
- Czechoslovakia

1. 1 2  "Самоходная установка СУ-85". BATTLEFIELD.RU - всё о Великой Отечественной войне. مؤرشف من الأصل في 2021-07-18.
2. ↑  Potapov، Valeri. "JS-1 and JS-2 Heavy Tanks". The Russian Battlefield. مؤرشف من الأصل في 2020-05-05.
3. ↑  Boldyrev، Eugeni. "SU-85 Tank Destroyer". The Russian Battlefield. مؤرشف من الأصل في 2018-04-01.
4. ↑  (Zaloga 1984:181, Perrett 1987:84)
5. ↑  (Perrett 1987:85)
6. ↑  (Perrett 1987:84)

- Hungary
- North Korea
- Poland
- Romania – 26 armored recovery vehicles based on the SU-85 were received by 1 January 1956[1]
- Soviet Union
- Vietnam
- Yugoslavia
- East Germany from 1952/56 until 1962[2]

### الدبابات ذات الدور والأداء والعصر المماثل
- ألمانيا - StuG III وStuG IV وJagdpanzer IV
- إيطاليا - Semovente da 75/34
- رومانيا - ماريال
- المملكة المتحدة - SP 17pdr ، A30 (المنتقم)
- الولايات المتحدة - M10 GMC